# Premier ministre de Trinité-et-Tobago
Le Premier ministre de la république de Trinité-et-Tobago (en anglais : Prime Minister of the Republic of Trinidad and Tobago) est le chef du gouvernement de Trinité-et-Tobago.

## Historique
Le poste porte initialement le titre de « ministre en chef » (Chief Minister en anglais) sous la Constitution de 1950. Albert Gomes est le premier à occuper ce poste (18 septembre 1950 - 28 octobre 1956).
En 1956, une nouvelle Constitution renforce le pouvoir du gouvernement local et le ministre en chef est renommé ministre principal de Trinité-et-Tobago (Premier of Trinidad-and-Tobago en anglais). Eric Williams, qui occupait déjà le poste de ministre en chef, reste chef de gouvernement.
La Déclaration d'indépendance de Trinité-et-Tobago transforme le poste du ministre principal en celui de premier ministre et lui donne la responsabilité de la totalité de l'exécutif. C'est toujours Eric Williams qui reste en poste.
La proclamation de la république en 1976 ne change pas cette situation.

## Titulaires

### Ministre en chef (1960-1959)
| No | Portrait      | Titulaire (naissance-mort) | Élection | Mandat            | Mandat          | Mandat                    | Parti politique | Parti politique |
| No | Portrait      | Titulaire (naissance-mort) | Élection | Début             | Fin             | Durée                     | Parti politique | Parti politique |
| -- | ------------- | -------------------------- | -------- | ----------------- | --------------- | ------------------------- | --------------- | --------------- |
| 1  | Albert Gomes  | Albert Gomes (1911-1978)   | 1950     | 18 septembre 1950 | 28 octobre 1956 | 6 ans, 1 mois et 10 jours |                 | POPPG           |
| 2  | Eric Williams | Eric Williams (1911-1981)  | 1956     | 28 octobre 1956   | 9 juillet 1959  | 2 ans, 8 mois et 11 jours |                 | PNM             |

### Premiers ministres (depuis 1959)
Le titre devient Premier of Trinidad and Tobago le 9 juillet 1959, avant de devenir Prime Minister lors de l'indépendance le 31 août 1962. Ces termes sont tous deux couramment traduits par « Premier ministre » en français.
| No  | Portrait               | Titulaire (naissance-mort)           | Élection            | Mandat           | Mandat                          | Mandat                     | Parti politique | Parti politique |
| No  | Portrait               | Titulaire (naissance-mort)           | Élection            | Début            | Fin                             | Durée                      | Parti politique | Parti politique |
| --- | ---------------------- | ------------------------------------ | ------------------- | ---------------- | ------------------------------- | -------------------------- | --------------- | --------------- |
| 1   | Eric Williams          | Eric Williams (1911-1981)            | 1961 1966 1971 1976 | 9 juillet 1959   | 29 mars 1981 (mort en fonction) | 21 ans, 8 mois et 20 jours |                 | PNM             |
| 2   | George Chambers        | George Chambers (1928-1977)          | 1981                | 30 mars 1981     | 18 décembre 1986                | 5 ans, 8 mois et 18 jours  |                 | PNM             |
| 3   | A. N. R. Robinson      | A. N. R. Robinson (1926-2014)        | 1986                | 19 décembre 1986 | 17 décembre 1991                | 4 ans, 11 mois et 28 jours |                 | PNM             |
| 4   | Patrick Manning        | Patrick Manning (1946-2016)          | 1991                | 17 décembre 1991 | 9 novembre 1995                 | 3 ans, 10 mois et 23 jours |                 | PNM             |
| 5   | Basdeo Panday          | Basdeo Panday (1933-2024)            | 1995 2000           | 9 novembre 1995  | 24 décembre 2001                | 6 ans, 1 mois et 15 jours  |                 | UNC             |
| (4) | Patrick Manning        | Patrick Manning (1946-2016)          | 2001 2002 2007      | 24 décembre 2001 | 26 mai 2010                     | 8 ans, 5 mois et 2 jours   |                 | PNM             |
| 6   | Kamla Persad-Bissessar | Kamla Persad-Bissessar (née en 1952) | 2010                | 26 mai 2010      | 9 septembre 2015                | 5 ans, 3 mois et 24 jours  |                 | UNC             |
| 7   | Keith Rowley           | Keith Rowley (né en 1949)            | 2015 2020           | 9 septembre 2015 | 17 mars 2025                    | 9 ans, 6 mois et 8 jours   |                 | PNM             |
| 8   |                        | Stuart Young (né en 1975)            | —                   | 17 mars 2025     | 1er mai 2025                    | 1 mois et 14 jours         |                 | PNM             |
| (6) | Kamla Persad-Bissessar | Kamla Persad-Bissessar (née en 1952) | 2025                | 1er mai 2025     | en cours                        | 25 jours                   |                 | UNC             |